# Maidenbower
Maidenbower – dzielnica miasta Crawley w Anglii, w hrabstwie West Sussex, w dystrykcie Crawley. Leży 15 km od miasta Redhill. W 2016 miejscowość liczyła 9568 mieszkańców.